# Tratamientos oficiales en Chile
Los tratamientos protocolarios en Chile fueron establecidos por el Ministerio de Relaciones Exteriores, además de diferentes leyes al respecto. En la práctica, muchas veces los tratamientos de las autoridades son reservados para documentos oficiales, como es el caso del actual Presidente de la Cámara de Diputados de Chile, quien es normalmente tratado como 'Señor Diego Paulsen Kehr', sin el título de Excelencia y Honorable que le pertenencen por protocolo.

## Ejecutivo
| Autoridad o institución       | Trato epistolar                                                            | Trato personal                                      | Para referirse a él/ella:                             |
| ----------------------------- | -------------------------------------------------------------------------- | --------------------------------------------------- | ----------------------------------------------------- |
| Presidente de la República    | Excelentísimo(a) señor(a) Presidente(a) de la República Vuestra Excelencia | Excelencia o Señor(a) Presidente(a) o Presidente(a) | Su Excelencia el(la) Presidente(a) de la República    |
| Expresidentes de la República | Excelentísimo(a) señor(a) Vuesta Excelencia                                | Señor(a) o Presidente(a)                            | Su Excelencia el(la) ex Presidente(a) de la República |
| Ministros de Estado           | Señor(a) Ministro(a) Vuestra Señoría o Usted                               | Ministro(a)                                         | Señor(a) Ministro(a)                                  |
| Subsecretario de Estado       | Señor(a) Subsecretario(a) Vuestra Señoría o Usted                          | Subsecretario(a)                                    | Señor(a) Subsecretario(a)                             |

## Poder legislativo
| Autoridad o institución                          | Trato epistolar                                | Trato personal                         | Para referirse a él/ella:                                                |
| ------------------------------------------------ | ---------------------------------------------- | -------------------------------------- | ------------------------------------------------------------------------ |
| Presidente del Senado                            | Excelentísimo(a) señor(a) Vuesta Excelencia    | Señor(a) o Presidente(a) o Senador(a)  | Su Excelencia el(la) Presidente(a) del Senado                            |
| Presidente de la Cámara de Diputadas y Diputados | Excelentísimo(a) señor(a) Vuesta Excelencia    | Señor(a) o Presidente(a) o Diputado(a) | Su Excelencia el(la) Presidente(a) de la Cámara de Diputadas y Diputados |
| Senadores                                        | Honorable señor(a) Senador(a) Vuestra Señoría  | Senador(a)                             | Honorable señor(a) Senador(a)                                            |
| Diputados                                        | Honorable señor(a) Diputado(a) Vuestra Señoría | Diputado(a)                            | Honorable señor(a) Diputado(a)                                           |

## Poder judicial
| Autoridad o institución                    | Trato epistolar                                                 | Trato personal                       | Para referirse a él/ella:               |
| ------------------------------------------ | --------------------------------------------------------------- | ------------------------------------ | --------------------------------------- |
| Corte Suprema de Justicia                  | Excelentísima Corte Suprema de Justicia                         | Corte Suprema                        | Excelentísima Corte Suprema de Justicia |
| Presidente de la Corte Suprema de Justicia | Excelentísimo(a) señor(a) Vuesta Excelencia                     | Señor(a) o Presidente(a)             | Su Excelencia                           |
| Ministro de la Corte Suprema de Justicia   | Excelentísimo(a) señor(a) Vuesta Excelencia                     | Magistrado(a)                        | Su Excelencia                           |
| Corte de Apelaciones                       | Illustrísima Corte Suprema de Justicia                          | Corte de Apelaciones                 | Illustrísima Corte de Apelaciones       |
| Presidente de la Corte de Apelaciones      | Illustrísimo(a) señor(a)                                        | Señor(a) Ministro(a) o Magistrado(a) | Illustrísimo(a) señor(a)                |
| Ministro de la Corte de Apelaciones        | Illustrísimo(a) señor(a) Vuesta Señoría Vuestra Señoría o Usted | Señor(a) Ministro(a) o Magistrado(a) | Illustrísimo(a) señor(a)                |
| Juez                                       | Su Señoría Vuesta Señoría Vuestra Señoría o Usted               | Señor(a) Juez(a) o Magistrado(a)     | Su Señoría                              |

## Gobierno regional
| Autoridad o institución                  | Trato epistolar                                | Trato personal           | Para referirse a él/ella:                 |
| ---------------------------------------- | ---------------------------------------------- | ------------------------ | ----------------------------------------- |
| Gobernadores Regional                    | Señor(a) Gobernador(a) Vuestra Señoría o Usted | Señor(a) o Gobernador(a) | Señor(a) Gobernador(a) [de la Región ...] |
| Secretario Regional Ministerial (SEREMI) | SEREMI ...                                     | SEREMI                   | Señor(a) SEREMI ...                       |
| Consejeros Regionales                    | Consejero(a) ...                               | Consejero(a)             | Señor(a) Consejer(a)                      |
| Directores Regionales                    | Señor(a) Director(a) ...                       | Director(a)              | Señor(a) Director(a) ...                  |

## Gobierno local
| Autoridad o institución | Trato epistolar                                                  | Trato personal         | Para referirse a él/ella:                            |
| ----------------------- | ---------------------------------------------------------------- | ---------------------- | ---------------------------------------------------- |
| Municipalidades         | Illustrísima Municipalidad de ... o Ilustre Municipalidad de ... | —                      | Ilustre Municipalidad de ...                         |
| Alcaldes                | Señor(a) Alcalde(sa) Vuestra Señoría o Usted                     | Señor(a) o Alcalde(sa) | Señor(a) Alcalde(sa) [de la I. Municipalidad de ...] |
| Concejales              | Concejal(a) ...                                                  | Concejal(a)            | Señor(a) Concejal(a)                                 |

## Fuerzas Armadas
| Autoridad o institución                           | Trato epistolar                                                                 | Trato personal                 | Para referirse a él/ella:                                           |
| ------------------------------------------------- | ------------------------------------------------------------------------------- | ------------------------------ | ------------------------------------------------------------------- |
| Comandante en Jefe del Ejército de Chile          | Señor(a) General de Ejército Vuestra Señoría o Usted                            | Señor(a) General o General     | Señor(a) Comandante en Jefe del Ejército                            |
| Comandante en Jefe de la Armada de Chile          | Señor(a) Admirante Vuestra Señoría o Usted                                      | Señor(a) Admirante o Admirante | Señor(a) Comandante en Jefe de la Armada                            |
| Comandante en Jefe de la Fuerza Aérea             | Señor(a) General del Aire Vuestra Señoría o Usted                               | Señor(a) General o General     | Señor(a) Comandante en Jefe de la Fuerza Aérea                      |
| General Director de Carabineros de Chile          | Señor(a) General Director de Carabineros Vuestra Señoría o Usted                | Señor(a) General o General     | Señor(a) General Director de Carabineros                            |
| Director General de la Policía de Investigaciones | Señor(a) Director General de Policía de Investigaciones Vuestra Señoría o Usted | Señor(a) Director o Director   | Señor(a) Director General de la Policía de Investigaciones de Chile |

## Otros
| Autoridad o institución                | Trato epistolar                                                         | Trato personal                | Para referirse a él/ella:                       |
| -------------------------------------- | ----------------------------------------------------------------------- | ----------------------------- | ----------------------------------------------- |
| Contralor general de la República      | Señor(a) contralor de la República Vuestra Señoría o Usted              | Señor(a) o Señor(a) contralor | Señor(a) contralor de la República              |
| Fiscal nacional del Ministerio Público | Señor(a) fiscal nacional del Ministerio Público Vuestra Señoría o Usted | Señor(a) o Señor(a) Fiscal    | Señor(a) Fiscal Nacional del Ministerio Público |